# ジュゼッペ・フリーノ
ジュゼッペ・フリーノ（Giuseppe Furino、1946年7月5日 - ）は、イタリア、パレルモ出身の元同国代表の元サッカー選手。ポジションは守備的MF。

## 経歴
ユヴェントスの下部組織を経て、サヴォーナ、パレルモに貸し出された。1969年にユヴェントスへ複帰。ユヴェントスでは長年に渡ってキャプテンを務め、8度のリーグ優勝などを果たした。1982-83シーズンの後半から、マッシモ・ボニーニにポジションを奪われる形となった。翌1983-84シーズン限りで現役を引退した。ユヴェントス通算528試合に出場した
イタリア代表での試合出場は僅か3試合だが、1970年のワールドカップに参加し、準優勝を経験。グループリーグのウルグアイ戦では出場を果たした。
新型コロナウィルスに感染し、本人は回復したが、感染した妻を失った。

## タイトル

### ユヴェントス
- セリエA : 1971-1972, 1972-1973, 1974-1975, 1976-1977, 1977-1978, 1980-1981, 1981-1982, 1983-1984
- コッパ・イタリア： 1978-1979, 1982-1983
- UEFAカップ : 1976-1977
- UEFAカップウィナーズカップ : 1983-1984